# Donaustauf
Donaustauf är en köping (Markt) i Landkreis Regensburg i Regierungsbezirk Oberpfalz i förbundslandet Bayern i Tyskland.
Köpingen ingår i kommunalförbundet Donaustauf tillsammans med kommunerna Altenthann och Bach an der Donau.